# Alfred Marks
Alfred Edward Marks (28 de enero de 1921 – 1 de julio de 1996) fue un actor y humorista británico.

## Biografía
Nacido en Londres, Inglaterra, estudió hasta los catorce años de edad en la Bell Lane School. Posteriormente se inició en el entretenimiento en el Teatro Windmill. Más adelante sirvió en la RAF con el grado de Sargento de Vuelo en Oriente Medio, donde organizaba conciertos para la tropa. Además trabajó como subastador e ingeniero. 
Empezó a trabajar en las variedades en el Kilburn Empire en 1946, y entre sus actuaciones teatrales se incluía The Sunshine Boys y El violinista en el tejado. También trabajó en la comedia junto a Peter Sellers y Harry Secombe, el cual más adelante lideraría la formación (junto con el guionista Spike Milligan) de The Goon Show.
Entre sus interpretaciones para el cine se encuentran las películas The Frightened City y Scream and Scream Again.
Su programa televisivo Alfred Marks Time se mantuvo seis años en la cadena ITV. Presentó Sunday Night at the London Palladium y actuó en otros muchos programas, entre los que se incluyen Albert and Victoria, The Good Old Days, Blankety Blank, Maybury, The Marti Caine Show, The Two Ronnies, The Generation Game, Lovejoy, Minder, Parkinson y The All New Alexei Sayle Show. 
Marks fue honrado con el nombramiento como segundo Rey de Moomba (1968) por el comité del festival Moomba de Melbourne.
Alfred Marks falleció en Londres, Inglaterra, en1996. Estuvo casado con la actriz Paddie O'Neil.